# Нусрет паша Черкез
Нусрет паша Черкез (на турски: Nusret Paşa Çerkes) е османски офицер и чиновник. От 1872 до 1877 година е валия на Анкара, Трабзон и Адана. От януари до септември 1884 година е главнокомандващ на Четвърта армия, а от юни 1888 до декември 1890 година – командир на Шеста армия.